# Editora cartonera

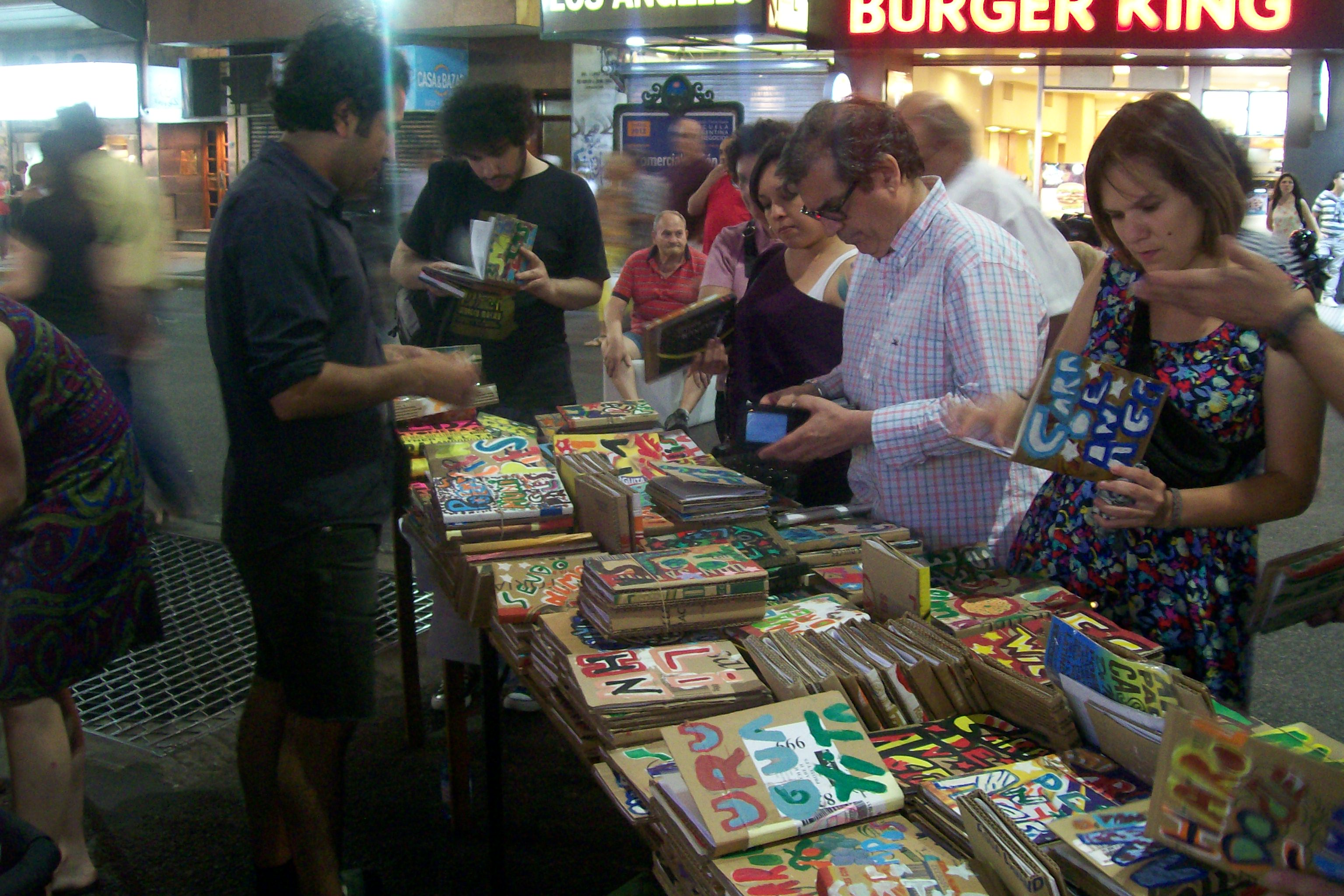
Livros cartonados criados por Eloísa Cartonera.

As editoras cartoneras são uma tendência de editoriais alternativas que utilizam papelão reaproveitado para a publicação. Surgiram em 2003 com a criação de Eloísa Cartonera em Buenos Aires e sua expansão progressiva pela América Latina.

## Características
Cada uma delas funciona de maneira autónoma e tem suas próprias singularidades, mas as editoras cartoneras se caracterizam pelo tipo de livro que publicam, por empregar formatos artesanais, por buscar uma relativa independência dos circuitos editoriais convencionais e pela sua vocação expansiva. Segundo a terminologia de Andréa Terra Lima (UFRGS), estas se caracterizam por uma estética do (in)desejável e certa vocação marginal . Porém, a discussão acadêmica sobre as cartoneiras ainda é muito incipiente. Em 2011, Evandro Rodrigues, defendeu, na Universidade Federal de Santa Catarina, UFSC, dissertação de mestrado, área teoria literária Trajeto Kartonero.

## Editoras Cartoneras no Mundo
Tendo seu início na Argentina, o processo criativo das editoras cartoneras tem suas atividades artesanais difundidas por todo o mundo, especialmente na América Latina. Algumas das editoras, entre outras, ativas na atualidade são Dulcineia Catadora, Mariposa Cartonera e Katarina Kartonera.  